# Villers-Bettnach
Villers-Bettnach ist ein Ortsteil der französischen Gemeinde Saint-Hubert im Département Moselle in der Region Grand Est (bis 2015 Lothringen). Die Gemeinde  gehört zum Arrondissement Metz.
Vor 1919 hatte der Ort den Status einer eigenständigen Landgemeinde, zu der noch die beiden Weiler Béfey und Sankt Hubert gehörten.

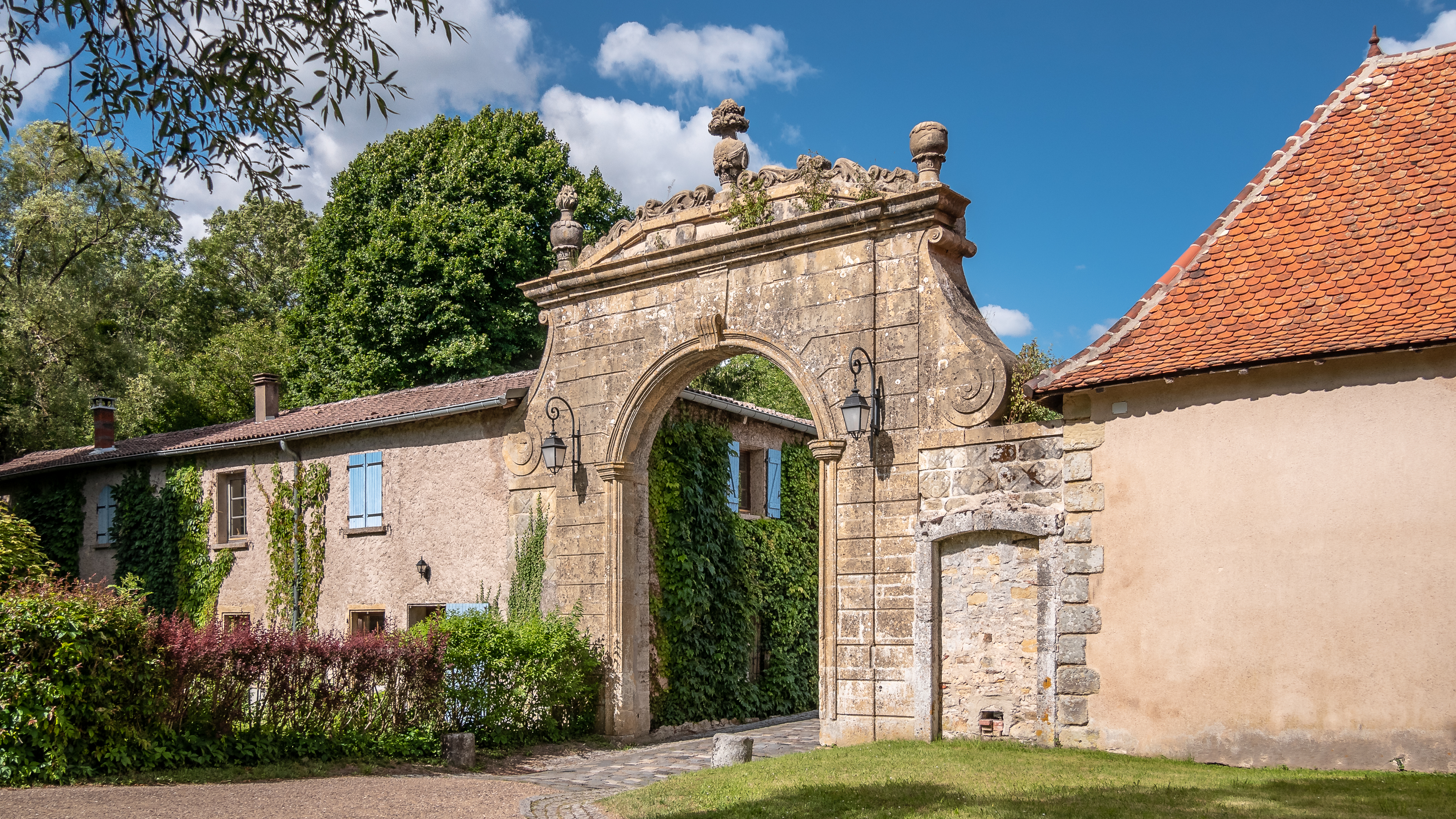
Portal der ehemaligen Klosteranlage

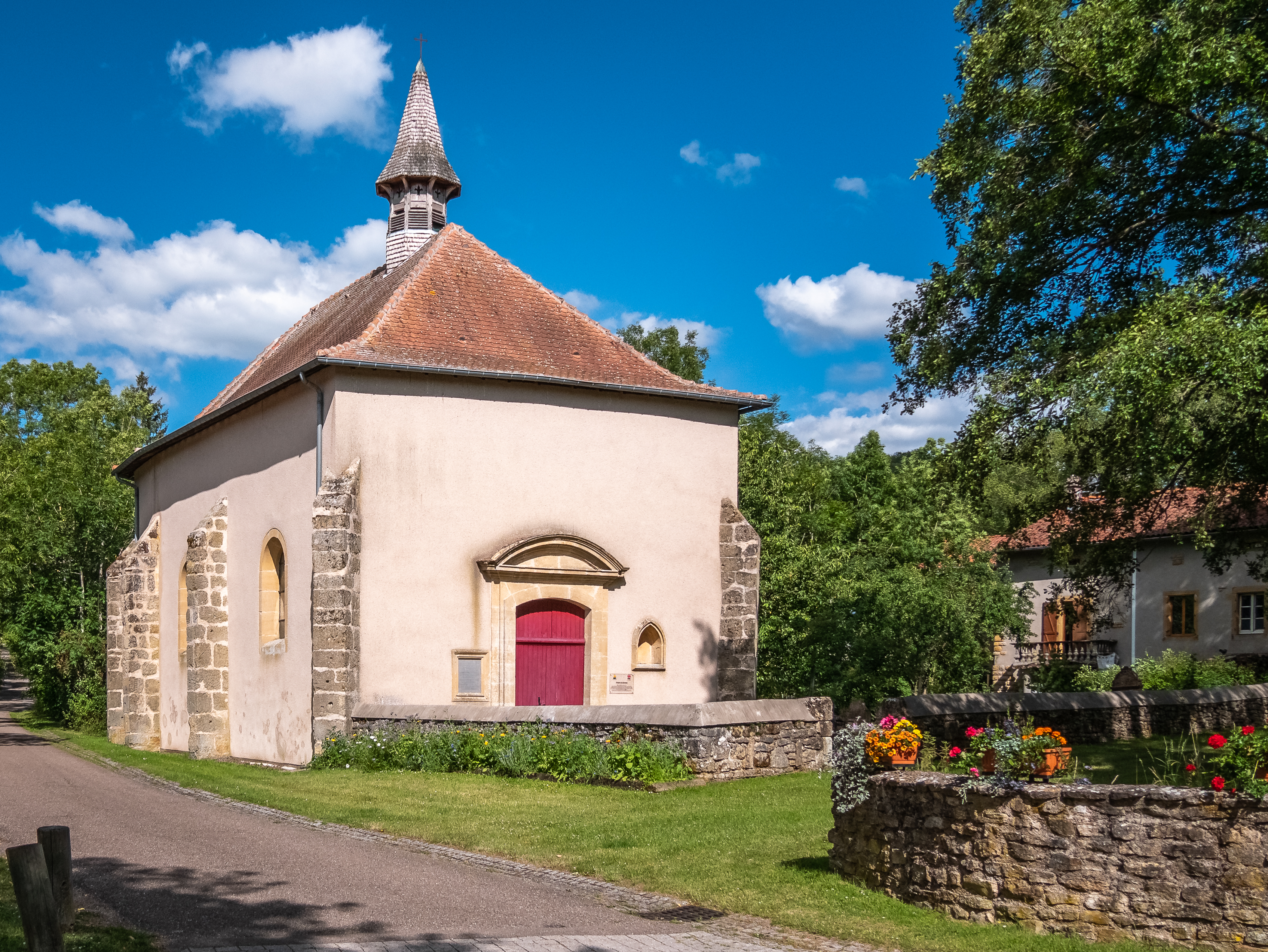
Kapelle auf dem Gemeindegebiet

## Geographie
Die Ortschaft liegt in Lothringen auf der rechten Seite der Mosel, 21 Kilometer nordöstlich von Metz und sechs Kilometer nordöstlich von Vigy.

## Geschichte
Im 12. Jahrhundert wurde der Ort als Viliense Coenobium und als Vilerense monasterium in Beddenacker (1184) erwähnt.
Die Ortschaft gehörte früher zum Herzogtum Lothringen. Sie war Sitz der reich begüterten Abtei Villers-Bettnach, die von 1130 bis 1790 bestand und eine Kommende des Zisterzienserordens war. Die Abtei litt viel durch die Kriege des 16. Jahrhunderts.
Durch den Frankfurter Frieden vom 10. Mai 1871 kam die Region an das deutsche Reichsland Elsaß-Lothringen, und das Dorf wurde dem Landkreis Metz im Bezirk Lothringen zugeordnet. Die Dorfbewohner ernährten sich vorwiegend vom Kartoffelbau und von der Forstwirtschaft.
Nach dem Ersten Weltkrieg musste die Region aufgrund der Bestimmungen des Versailler Vertrags 1919 an Frankreich abgetreten werden und wurde Teil des Département Moselle. Im Zweiten Weltkrieg war die Region von der deutschen Wehrmacht besetzt.

### Demographie
| Jahr | Einwohner | Anmerkungen                                                                            |
| ---- | --------- | -------------------------------------------------------------------------------------- |
| 1793 | 147       | [ 4 ]                                                                                  |
| 1800 | 105       | [ 4 ]                                                                                  |
| 1806 | 93        | [ 4 ]                                                                                  |
| 1821 | 391       | [ 4 ]                                                                                  |
| 1836 | 349       | [ 4 ]                                                                                  |
| 1841 | 374       | [ 4 ]                                                                                  |
| 1861 | 308       | [ 5 ] [ 4 ]                                                                            |
| 1866 | 309       | [ 4 ]                                                                                  |
| 1871 | 261       | am 1. Dezember, darunter zwei Protestanten, auf einer Fläche von 312 ha, in 74 Häusern |
| 1880 | 263       | am 1. Dezember, sämtlich Katholiken, auf einer Fläche von 1604 ha, in 65 Häusern       |
| 1895 | 214       | am 2. Dezember                                                                         |
| 1910 | 191       | am 1. Dezember                                                                         |